# Amori e disastri
Amori e disastri (Flirting with Disaster) è un film del 1996 diretto da David O. Russell.
È stato presentato fuori concorso al 49º Festival di Cannes.

## Trama
Mel, sposato con Nancy e da poco padre, sente l'esigenza di incontrare i suoi genitori biologici, essendo stato adottato da una coppia quando era piccolo. Decide di intraprendere un viaggio alla ricerca dei genitori, oltre alla moglie e al figlio, si unisce al viaggio la sexy aspirante psicologa Tina, che lavora per l'agenzia di adozioni.
La ricerca sarà difficile e piena di imprevisti, tra genitori sbagliati, equivoci e tradimenti.